# Чжу Шицзе
Чжу Шицзе (кит. 朱世杰, пиньинь Zhū Shìjié), псевдоним Сунтин (кит. 松庭, пиньинь Sōngtíng) (1249—1314) — один из крупнейших математиков Китая XIII — начала XIV века. Автор трактатов «Введение в учение о счёте» («算学启蒙») и «Яшмовое зеркало четырёх первоэлементов» («四元玉鉴»). В 1279 году с падением династии Сун Чжу Шицзе отправился на юг. Много путешествовал. Позднее успешно преподавал. Трактат «Введение в учение о счете» («Суань сюэ ци мэн») состоит из 259 задач в 20 разделах. В Японии и Корее трактат использовался как учебник по математике. В. К. Жаров, исследователь трактата и переводчик фрагментов сочинения на русский язык, предлагает переводить название трактата на русский язык как «Разъяснение темных мест в математике».

## Сочинения
- Чжу Шицзе «Разъяснение темных мест в математике» / Русский пер. фрагментов и коммент. В.К. Жарова // Математика и практика; Математика и культура. М., 2000, с. 193–196.